# Port Henri-IV
Ne doit pas être confondu avec Quai Henri-IV.
Cet article possède un paronyme, voir Pont Henri-IV.
Le port  Henri-IV est une voie située dans les 4e et 12e arrondissement de Paris.

## Origine du nom
Il tient son nom du quai Henri-IV qui le surplombe et qui rend honneur à Henri IV, roi de France et de Navarre.

## Historique
Construit en 1843 par la réunion du port de Mazas et d'une portion du port des Célestins et de l'ancien port Henri-IV, il longe la Seine sur sa rive droite, entre le pont d'Austerlitz et le pont de Sully. Il ne doit pas être confondu avec le quai Henri-IV qui le surplombe.

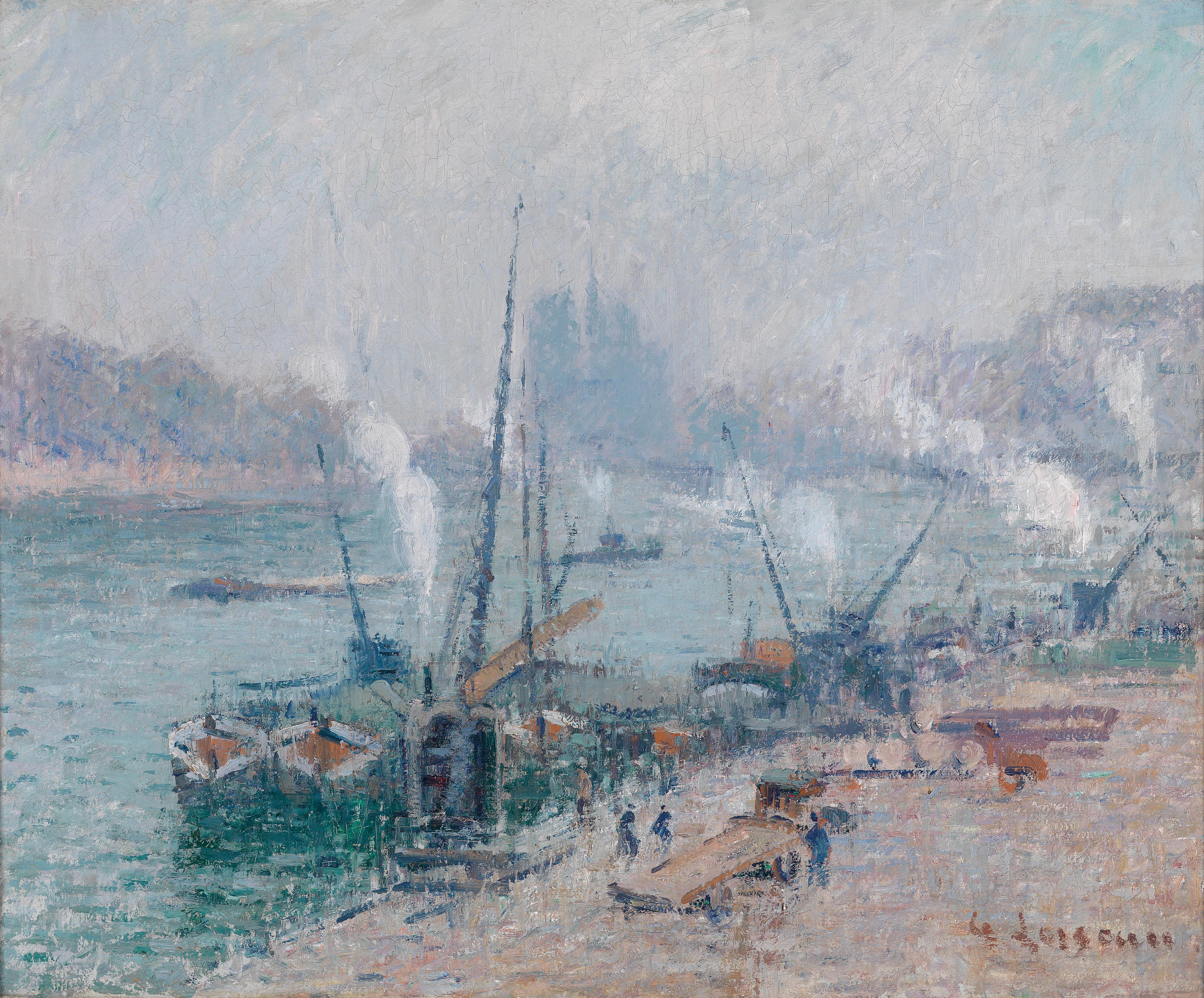
Gustave Loiseau, Port Henri-IV (1921).
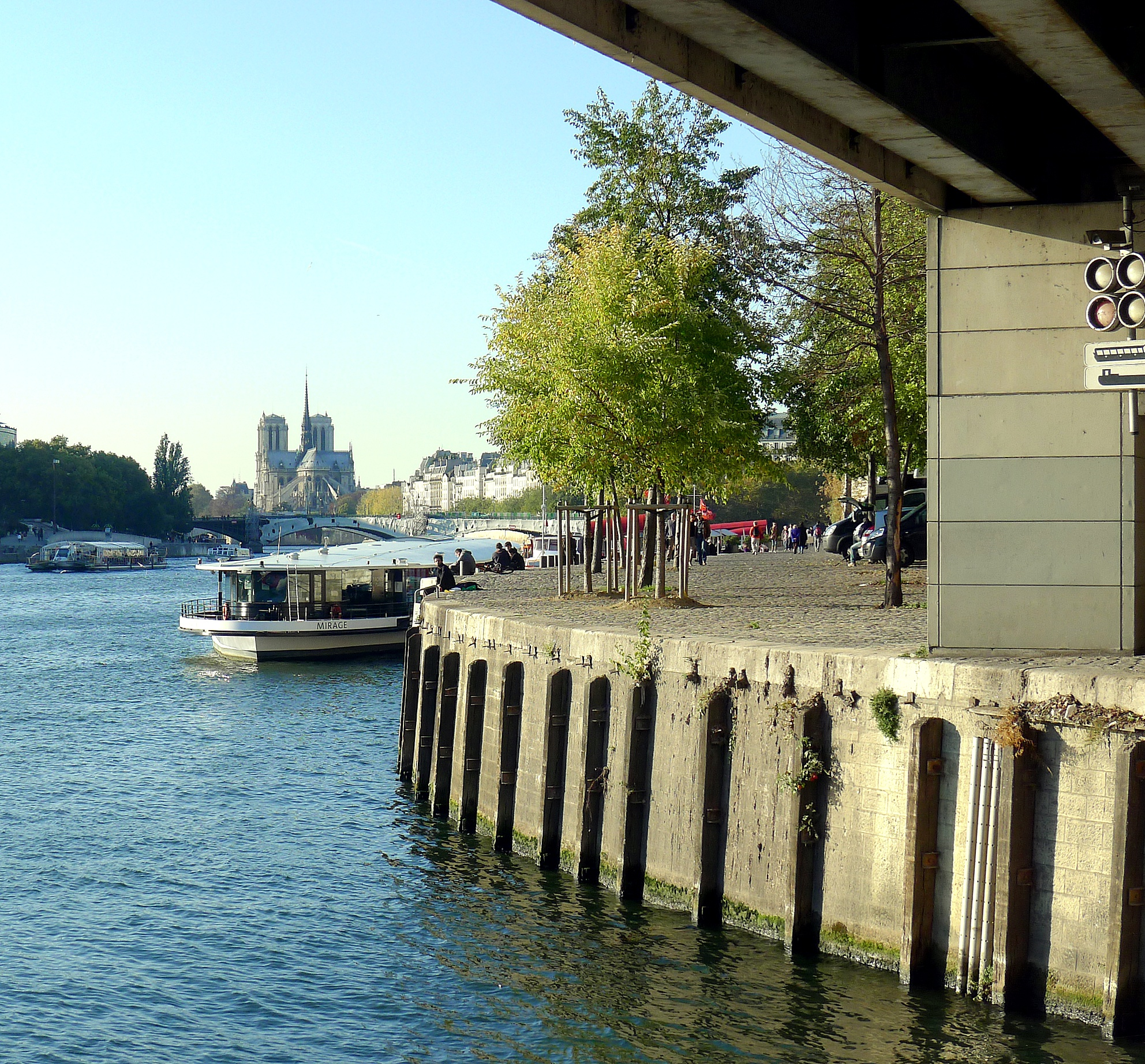
Port Henri-IV en 2011 vu depuis l'entrée du canal Saint-Martin.

## Bâtiments remarquables et lieux de mémoire
- Le port Henri-IV marque l'entrée du canal Saint-Martin depuis la Seine.